# (18814) Ivanovsky
(18814) Ivanovsky est un astéroïde de la ceinture principale.

## Description
(18814) Ivanovsky est un astéroïde de la ceinture principale. Il fut découvert le 20 mai 1999 à la station Anderson Mesa par le programme LONEOS. Il présente une orbite caractérisée par un demi-grand axe de 2,28 UA, une excentricité de 0,11 et une inclinaison de 4,7° par rapport à l'écliptique.

## Compléments